# 楽天リンクス
楽天リンクス（らくてんリンクス）は、かつて楽天が運営した、楽天広場(現：楽天ブログ)の姉妹サービスであり、自由登録制のソーシャル・ネットワーキング・サービスである。サービス自体には年齢制限はない。β版として提供されていたが、そのまま2010年11月30日突然に終了した。

## 機能

### コミュニティ
他のSNS同様、関心・興味のある話題についてユーザー同士が話し合う機能。「仕事・社会」や「学校・学問」、「娯楽」などのおよそ30のカテゴリに分けられており、コミュニティ総合トップページには「新着コミュニティ」のほか、「人気度ランキング」・「活気度ランキング」で注目の高いコミュニティが紹介され、任意のキーワードから検索することもできる。コミュニティは、ユーザーが自由に作成できる。また、コミュニティ管理者は、リンクスユーザーが自由に登録するようにも、管理者の承認が必要なようにも設定できる。

### 性格/相性/類似性診断
ユーザーが自らタイプ診断を行うことで、友人と類似比較したり、ユーザーのページへの閲覧者が自分との相性を診断することができる機能。「他人の何気ない発言が気になってしまう」「外食のとき、なかなか注文が決められない」などの30問の質問にYES・NOで応えることで診断できる。

### フォトアルバム
同じ楽天広場内で提供されている「楽天広場フォト」のサービスを用いて、ユーザーページ上に登録した写真を公開できる。サービスとしては、楽天広場ブログ向けに提供されているものと同一。

### ブログ
同じ楽天広場内で提供されているブログサービスを用いて書かれた記事の新着タイトルなどがユーザーページ上に表示される。尚、リンクス内のみでのブログサービスなどは存在しない。（閲覧制限設定に関してスタッフブログに記載されていたことから、近日中にリンクス内のみでの公開、などの設定が可能になることと思われる。）

### 友達検索
登録ユーザーをニックネームなどから検索することができる。このサービスのみ18歳未満が利用禁止となっている。

### 友達登録
楽天広場自体のサービスとは関係なく、リンクス内のみで友達の登録ができる。登録には、相手の認証が必要。登録した友達ユーザーを任意のグループごとにわけることや、グループ別に公開情報を変更することも可能。

### メッセージ
個人、またはグループ宛にメッセージを送ることができる。受け取ったメッセージは、自分のユーザーページ上にある受信トレイから確認できる。

### 足あと
自分のユーザーページに誰が訪れたのかを知ることができる。これには、いわゆるカウンターのようにアクセス数をカウントする機能は無い。

## 参加方法
楽天広場にてブログを開設しているユーザーはリンクスも利用できるため、実質的には自由登録制となる。参加する場合には、ブログ開設後、別途リンクス管理メニューにおいて、プロフィールを編集することにより利用が可能となる。

## 沿革
- 2006年3月23日 楽天広場リンクス、サービス開始。
- 2006年6月1日 コミュニティ機能の提供開始。
- 2006年7月18日 コミュニティの検索機能が追加。
- 2006年8月10日 リンクス・ガイド（ヘルプ集）が公開。
- 2006年8月30日 楽天ブログの利用者全てがリンクスへ自由参加できるようになる。
（実際には、楽天ブログ開設者をリンクスへ強制参加させた形となった）
- 2010年11月30日突然の閉鎖。